# سن-بونیفاس، کبک
سن-بونیفاس (به فرانسوی: Saint-Boniface) شهری در منطقه شهری ماسکینونژه ناحیه موریسی در استان کبک کانادا است. در سرشماری سال ۲۰۱۱ این شهر ۴٬۰۵۶ نفر جمعیت داشته‌است و مساحت آن ۱۱۲٫۱۲ کیلومتر مربع است.